# Miyu Yamashita
Miyu Yamashita  (山下実優 Yamashita Miyū, nacida el 16 de marzo de 1995) es una luchadora profesional japonesa quien es conocida por su trabajo en DDT Pro-Wrestling, también lucha regularmente por Sendai Girls' Pro Wrestling y Shine Wrestling.
Yamashita fue entrenada por el luchador Mikami de DDT, e hizo su debut profesional en agosto de 2013, siendo una de las primeras luchadoras de la promoción femenina hermana de DDT Pro-Wrestling, Tokyo Joshi Pro Wrestling. Miyu fue desde un principio tratada como evento estelar de Tokyo Joshi Pro y hoy es reconocida como la mejor luchadora de la promoción.

## Carrera

### Tokyo Joshi Pro Wrestling (2013-presente)
Yamashita se entrenó en Kyokushin y artes marciales mixtas desde una edad temprana, originalmente tenía la esperanza de ser una ídol, participó en muchas audiciones para bandas ídol, pero fracasó en su intento. Finalmente conoció al luchador profesional Kyohei Mikami, quien le preguntó si estaría interesada en entrenar para unirse a la, en ese entonces, recién creada promoción hermana de DDT Pro-Wrestling, Tokyo Joshi Pro (TJPW). Yamashita aceptó la oferta y se mudó a Tokio a los 17 años para comenzar a entrenar con Mikami poco después. En los primeros años de TJP, fue una pequeña promoción reconocida principalmente por espectáculos musicales en vivo y comedia. A pesar de ser una pequeña promoción, a Yamashita ya se la trabajaba para convertirse en la futura estrella. Cuando TJP finalmente comenzó a lanzar sus propios shows completos, independientes de DDT, Yamashita tomó su posición en la parte estelar de las carteleras. Se hizo conocida por sus fuertes patadas y una ofensiva basada en el karate, ganándose el apodo de "Pink Striker".
El 4 de enero de 2016 en el mayor show de TJPW hasta la fecha, Yamashita derrotó a su rival Shoko Nakajima para convertirse en la primera Campeona Princesa de las Princesas de Tokio. Mantuvo el título hasta septiembre, cuando fue derrotada por Yuu. En agosto de 2017, recibió su primer combate individual contra Meiko Satomura de Sendai Girls' Pro Wrestling, pero fue derrotada. El 4 de enero de 2018, Yamashita obtuvo una nueva oportunidad para recuperar el Campeonato Princesa de Princesas de Tokio, en la cual derrotó a Reika Saiki y se convirtió en dos veces campeona.
Yamashita retuvo el título a lo largo de 2018, derrotando a luchadoras como Yuna Manase, Veda Scott, Priscilla Kelly, Yuu, Maho Kurone y Rika Tatsumi. El 4 de enero de 2019, derrotó a Maki Itoh al cumplir un año como campeona, volviéndose la campeona con el reinado más largo en la historia del título. En el evento WWN Supershow Mercury Rising 2019, Yamashita derrotó a Allysin Kay en una lucha título contra título para ganar el Campeonato de Shine. El 3 de marzo de 2019 en el evento TJP Yes! Wonderland, Miyu pierde el título de TJPW frente a su eterna rival Shoko Nakajima, acabando así su reinado de 484 días. Solo tres días después en un evento de Tokyo Joshi Pro en la ciudad de Sapporo, Yamashita pierde también el Campeonato de Shine en una revancha contra Allysin Kay. El 1 de junio de 2019 Miyu es eliminada por Mizuki en la primera ronda de la Copa de Princesas de Tokio.
Luego de pasar el resto de 2019 perdiendo múltiples intentos de conseguir el Princess Tag Team Championship, Miyu es elegida como la retadora de Yuka Sakazaki en su primera defensa titular por el Princess of Princess Championship. 
El 4 de enero de 2020 en el show más grande de Tokyo Joshi Pro hasta la fecha, Miyu Yamashita cae ante Yuka Sakazaki en el evento estelar.
A fines de enero, comienza una rivalidad con Natsumi Maki, en la cual ha estado hasta la fecha.
En Prestige Wrestling: Vendetta, se enfrentó a Athena por el Campeonato Mundial Femenino de ROH, sin embargo perdió. En Multiverse United, se enfrentó a Deonna Purrazzo, Masha Slamovich y a Gisele Shaw por una oportunidad al Campeonato Mundial Knockouts de Impact, sin embargo perdió.

## Campeonatos y logros
- DDT Pro-Wrestling
  - DDT Ironman Heavymetalweight Championship (3 veces)

- Pro-Wrestling: EVE
  - Pro-Wrestling: EVE Championship (1 vez, actual)

- Pro Wrestling Illustrated
  - Situada en el Nº12 en el PWI Female 150 en 2022.[10]

- Shine Wrestling
  - Shine Championship (1 vez)

- Tokyo Joshi Pro Wrestling
  - (Tokyo) Princess of Princess Championship (3 veces)
  - Princess Tag Team Championship (1 veces, actual) - con Maki Itoh
  - "Futari wa Princess" Max Heart Tournament (2023) – con Maki Itoh